# Curtici
Curtici – miasto w zachodniej Rumunii w okręgu Arad. W 2002 liczyło 9726 mieszkańców. Położone jest na granicy rumuńsko-węgierskiej, stanowi ważne kolejowe przejście graniczne.

## Współpraca
Miejscowość partnerska:
- Meix-devant-Virton, Belgia